# キトゥグム県

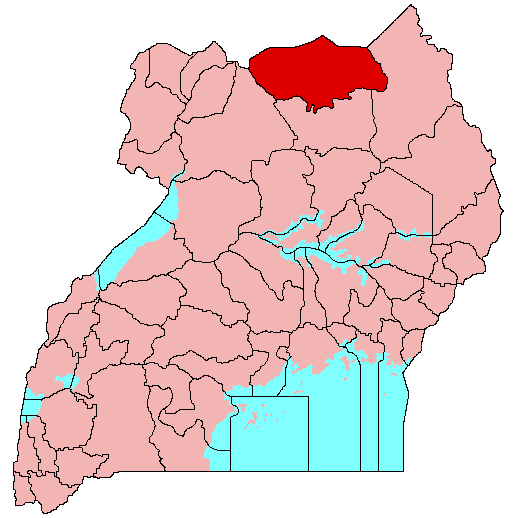
キトグム県と2001年から2005年の県境

キトゥグム県 (キトゥグムけん、Kitgum) はウガンダ北部アチョリ地方北東部の県。1974年にアチョリ県が東西に分割された際に東アチョリ県として設置された。1980年にキトゥグム県に改名され、2001年12月4日に南部がパデル県に分割された。
1986年以降国民抵抗軍とウガンダ人民民主軍及び神の抵抗軍の戦争により、アチョリの住民のほとんどは強制移住させられ国内避難民 (IDP) となった。旧キトゥグム県にはウガンダ聖公会のキトゥグム主教区が置かれている。
面積は 9,773.63 km2で県庁所在地のキトゥグムはカンパラの北北東約452kmにある。2002年の国勢調査人口は 283,546 人。
2007年10月以降ウガンダ北部ではE型肝炎ウイルスの流行が報告されている。

## 隣接する県
東はカラモジャ地方のカボング県、コティド県、西はグル県、アムル県、北は南スーダンの東エクアトリア州と接する。

## 下位行政区画
キトゥグム県にはラムウォ郡とチュア郡が置かれていた。2009年7月1日に西部がランウォ県として分割された。

キトグム県の副郡
黄土色がラムウォ郡、茶がチュア郡

## 脚註
1. ↑  "UGANDA: Poor hygiene fuelling Hepatitis in north", IRIN, 7 August 2008.